# 에티오피아견장과일박쥐
에티오피아견장과일박쥐(Epomophorus labiatus)는 큰박쥐과에 속하는 박쥐의 일종이다. 부룬디와 차드, 콩고공화국, 콩고민주공화국, 에리트레아, 케냐, 말라위, 모잠비크, 나이지리아, 르완다, 수단, 탄자니아 그리고 우간다에서 발견된다. 자연 서식지는 건조 사바나 지역과 습윤 사바나 지역이다. 서식지 감소로 멸종 위협을 받고 있다.